# Pseudocolaspoides
Pseudocolaspoides là một chi bọ cánh cứng trong họ Chrysomelidae.
Chi này được miêu tả khoa học năm 2005 bởi Medvedev.

## Các loài
Chi này gồm các loài:
- Pseudocolaspoides nigripes Medvedev, 2005